# Smart Package Manager
Smart — менеджер пакетов. Его цель — создание разумных и портируемых алгоритмов для решения проблем управления программным обеспечением, его обновлением и установкой. Smart Package Manager выпускается под лицензией GPL и работает на всех основных дистрибутивах Linux. Проект нацелен на привнесение существенного превосходства над родными утилитами, такими как APT, apt-rpm, yum и urpmi.